# Mark VII

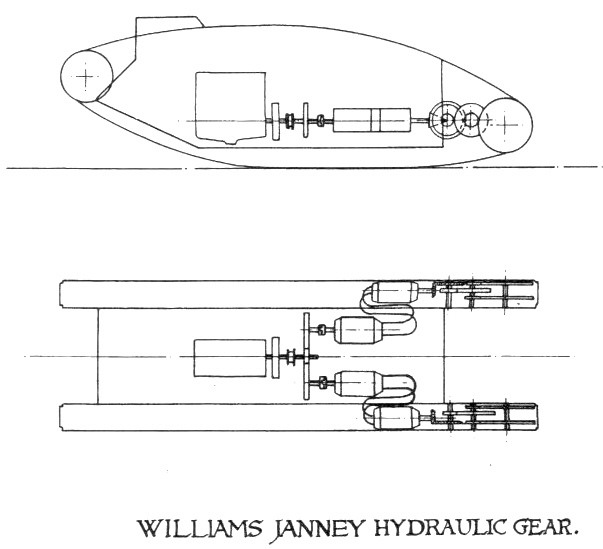
De vergelijkingstekening voor de Williams-Janneytransmissie uit midden 1917, toen nog voorzien voor de Mark V

De Mark VII is een zware Britse tank uit de Eerste Wereldoorlog.

## Achtergronden
Toen na de eerste, relatief succesvolle, inzet van de Mark I 1220 tanks erbij werden besteld, besloot de directeur van het Tank Supply Department, Albert Stern, dat deze van een verbeterd model zouden zijn: de Mark IV. Voordat de ontwerpfase van dit model afgerond was, moesten er ondertussen twee trainingsmodellen gebouwd worden: de Mark II en de Mark III. Vijf exemplaren van de Mark II werden gebruikt om nieuwe transmissies voor de Mark IV te beproeven. Eén daarvan werd door Williams-Janney uitgerust met een hydraulische aandrijving. Op de tankwedstrijddag op 3 maart 1917 bleek dit systeem echter te onbetrouwbaar doordat het steeds oververhit raakte. Overigens werkten de andere systemen ook nog niet, zodat men de Mark IV maar met de oude transmissie in productie liet gaan. Daarna lukte het Walter Gordon Wilson om als eerste een werkend systeem klaar te hebben: de epicyclische transmissie die bij de Mark V ingebouwd werd. Dit betekende echter niet dat men de gedachte aan een hydraulisch systeem geheel opgegeven had. In oktober 1917 gaf men Brown Brothers te Edinburgh de opdracht er alsnog een te ontwikkelen. In juli 1918 was het eerste prototype klaar. Dit werd toereikend bevonden en er werd een bestelling geplaatst voldoende om een bataljon van 48 tanks mee uit te rusten, plus een materieelreserve van 50% voorafgegaan door een licht verbeterd tweede prototype. Er werd dus voor 74 voertuigen betaald, alle Male: dus kanontank. Kitsons te Leeds zou een gedeelte produceren.

## Beschrijving

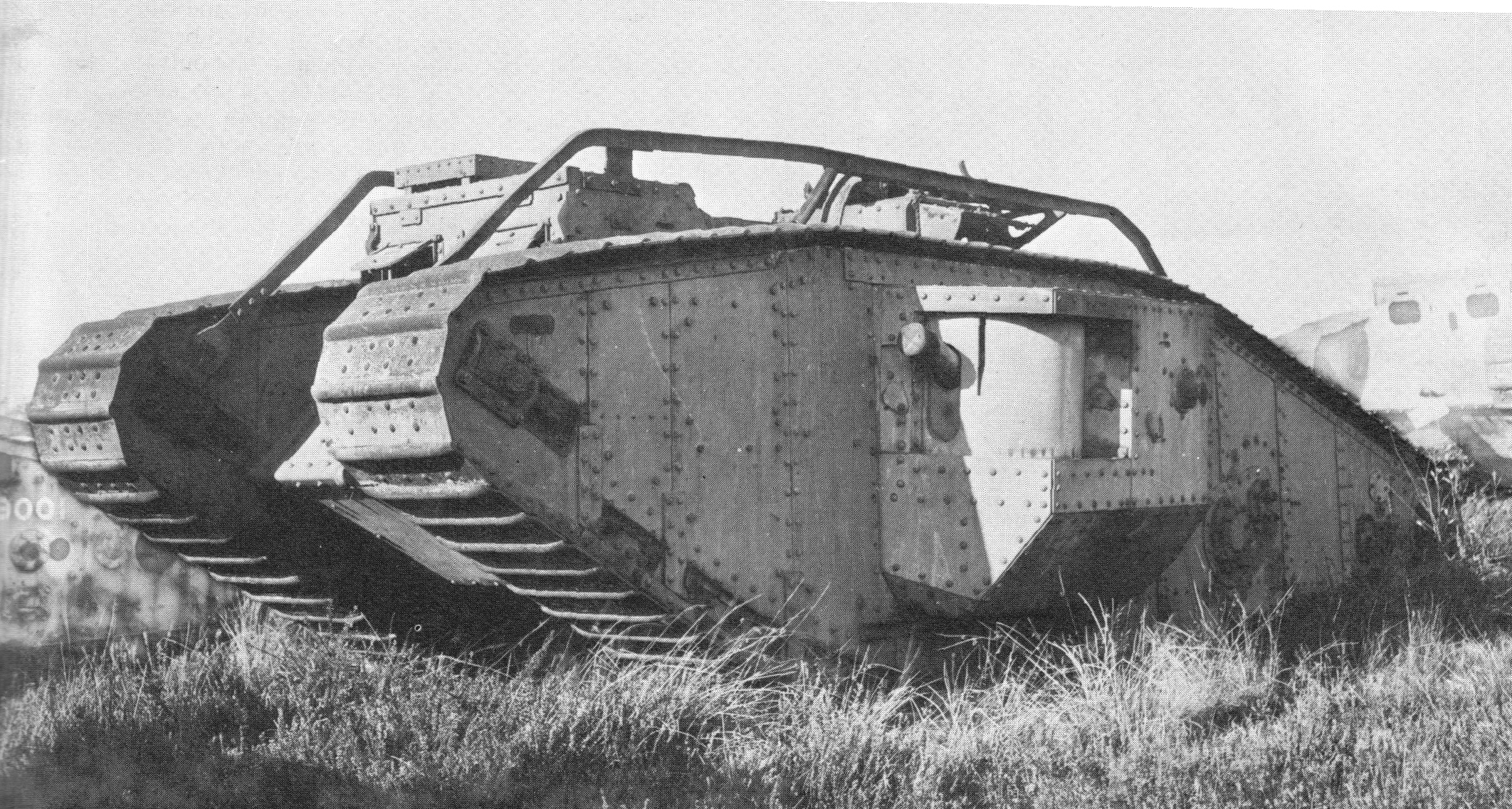
Mark VII in 1928 op de scrap yard van Bovington Base

De Mark VII lijkt sterk op de Mark V waar hij gedeeltelijk van afgeleid is. Een van buiten zichtbaar verschil is de verlenging van het loopwerk naar achteren. Hoewel niet zo lang als de Tadpole Tail steken de uitsteeksels inderdaad flink uit tot een totale lengte van 9,12 meter op 28 loopwielen.
Het echte verschil bevindt zich natuurlijk aan de binnenkant in de vorm van de hydraulische transmissie. Het systeem is erg complex. De Ricardo motor drijft twee pompen aan; iedere pomp zijn eigen hydraulische motor en iedere motor via een kettingstelsel een rupsband. Er is alles aan gedaan om oververhitting te voorkomen: er is een extra radiator boven de hydraulische motoren; er zijn extra ventilatoren en heel het dak zit vol ventilatiegleuven. Door de benzinetank te splitsen en de delen in de verlengde loopwerkuitsteeksels aan te brengen, maakt men ruimte voor een achterdeur.
Door de hydraulische overbrenging wordt het rijgemak ongetwijfeld verbeterd; de chauffeur kan nu immers de relatieve snelheid tussen de rupsbanden onderling willekeurig bepalen. Een ander doel, verhoging van de absolute snelheid, wordt echter niet gehaald. Weliswaar is het koppel verhoogd, maar door de vele nieuwe onderdelen stijgt het gewicht tot 33,5 ton en de maximumsnelheid is nog steeds niet meer dan 7,2 km/u. Deze snelheid kan men echter wel iets vlugger bereiken doordat als eerste Britse tank de Mark VII een elektrisch startmechanisme bezit - hoewel de interne krukas ook nog gebruikt kan worden.

## Afloop
Bij het einde van de oorlog waren er in totaal drie exemplaren bij Brown Brothers gebouwd; de productie kwam pas laat op gang door vertragingen in de levering van de transmissies. De bestelling werd geannuleerd; het is niet bekend of er nog uitloop in de productie was. Voor zover bekend zijn er dus van de Mark I en zijn directe nakomelingen 2510 exemplaren geproduceerd als gevechtstank.

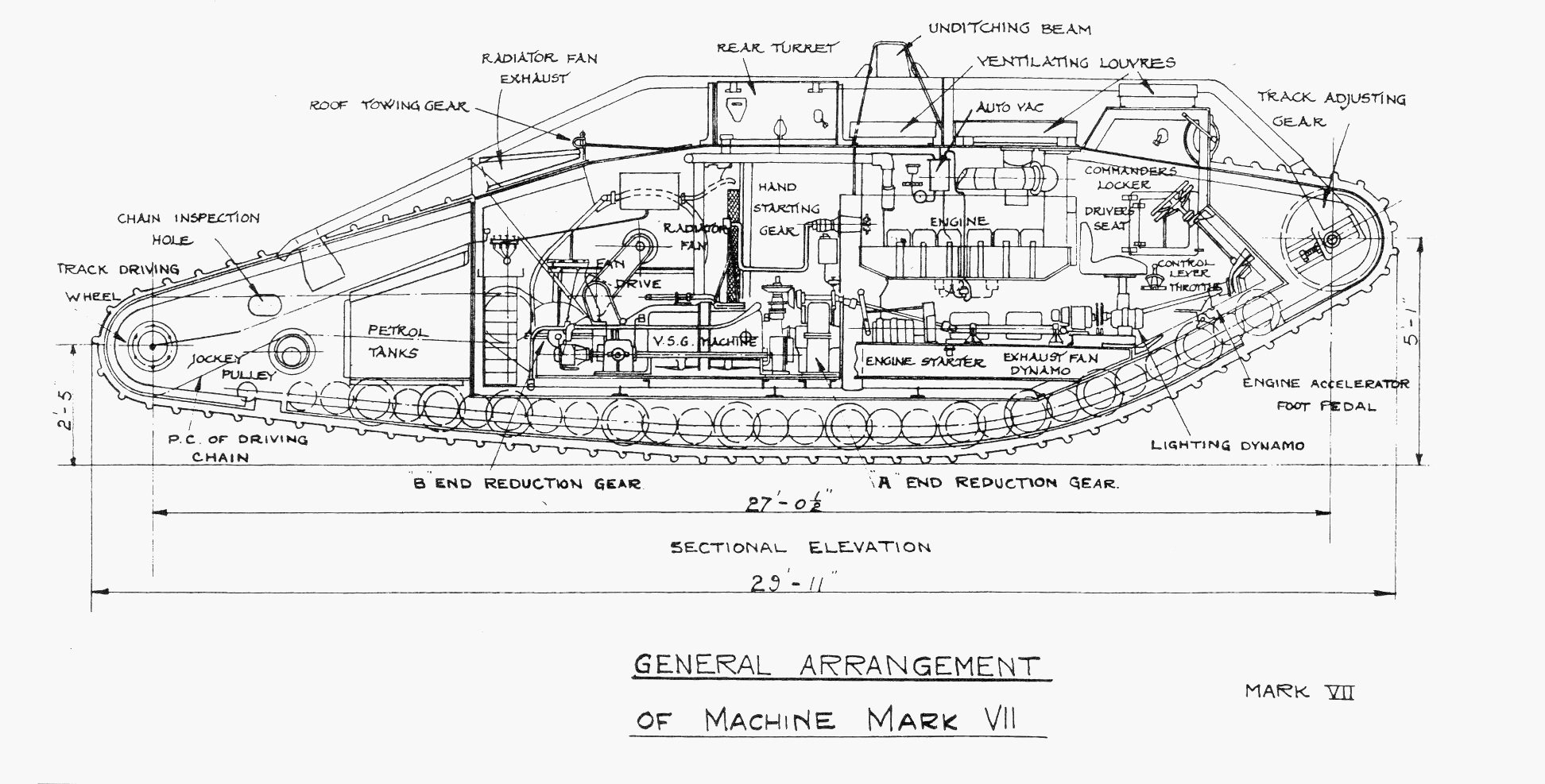
De originele voorsteltekening voor de Mark VII